# The Murder at the Vicarage
The Murder at the Vicarage (Assassinato na casa do pastor, no Brasil / Crime na Aldeia, Encontro com um Assassino ou Crime no Vicariato, em Portugal) é um romance policial de Agatha Christie, publicado em 1930. É o primeiro caso de Miss Marple, a simpática velhinha solteirona de St. Mary Mead. Existe em Portugal uma tradução de 1958 deste livro, intitulada Crime na Aldeia, publicada pela Editorial Minerva (Colecção XIS) e outra de 1982, intitulada Encontro com um Assassino, publicada pela editora Livros do Brasil (Colecção Vampiro). O livro não tem participação tão activa de Miss Marple, até os últimos capítulos onde Marple desvenda o mistério contrariando a opinião da polícia. O livro é narrado em 1ª pessoa pelo Pastor Leonard Clement.

## Enredo
Lucius Protheroe, rigoroso coronel de St. Mary Mead, é assassinado com um tiro na cabeça, no escritório do Pastor Leonard Clement que narra a história em forma de relato. Junto ao corpo foi encontrado um bilhete confuso que dizia apenas:
"6h20. Caro Clement, sinto muito não poder esperar mais pois preciso..."  O crime se tornou praticamente insolúvel para a polícia da pequena aldeia e Miss Marple, vizinha do pastor, cita haver sete suspeitos para o crime e, a fim de encontrar o assassino, conta com a ajuda do Pr. Clement na investigação desse mistério, que envolve tantos outros inimagináveis mistérios. A solução é sempre a que menos se podia esperar.

### Personagens
- Miss Jane Marple - vizinha de Leonard Clement, considerada fofoqueira e intrometida por alguns vizinhos, Marple está sempre certa, o que irrita alguns vizinhos. Nada escapa aos olhos astutos da simpática velhinha.
- Pastor Leonard Clement "Len" - pastor da Igreja Anglicana, teve a infelicidade de receber um assassinato em sua casa, e a mesma infelicidade de dias antes ter desejado a morte da vítima. Clement vive em St. Mary Mead com sua esposa Griselda e seu sobrinho Dennis e é também vizinho de Miss Marple.
- Coronel Lucius Protheroe - rigoroso coronel de polícia que não hesitava um instante ao mandar qualquer bandido à forca. Protheroe tinha um encontro marcado com Clement no dia - e local - que veio a ser o último de sua vida.
- Lettice Protheroe - filha do primeiro casamento de Lucius Protheroe, é meio atrapalhada, vive perdendo suas coisas, mas também pode ser muito mais esperta e astuta do que deixa transparecer.
- Anne Protheroe - segunda esposa de Lucius Protheroe, é alguns anos mais nova que este. Está nas rodas de fofoca da aldeia por ter um caso com Lawrence Redding, um artista que vive em St. Mary Mead.
- Lawrence Redding - pintor, cantor e actor, teve uma longa discussão com Protheroe, por estar fazendo uma pintura de Lettice vestida apenas de maiô. Lawrence tem um caso não tão secreto com Anne Protheroe.
- Sra. Lestrange - a misteriosa vizinha recém-chegada, assunto de grande interesse das solteironas da aldeia, que desconfiam de uma senhora tão elegante morando num lugar como St. Mary Mead.
- Hawes - ajudante de Leonard na igreja, ficou muito estranho após a data do crime segundo o pastor.
- Inspetor Slack - Inspector de polícia que faz as investigações do crime. Slack faz o máximo possível para mostrar sua eficiência como investigador.
- Griselda Clement - esposa de Leonard Clement, quase 20 anos mais nova que este. Não é um modelo de esposa para pastores: admite ser péssima dona de casa, porém colabora com seu marido, no que é possível.
- Dennis Clement - sobrinho de Leonard Clement, vive com seu tio e Griselda.
- Dr. Stone - arqueólogo que está na aldeia trabalhando em um túmulo situado na propriedade do Cel. Protheroe. Tiveram uma discussão dias antes do assassinato.
- Srta Cram - jovem secretária do Dr. Stone. De acordo com a opinião das senhoras da aldeia, Srta. Cram vê em seu chefe um potencial marido.

## Filme
Em 1986 foi feito um filme pela BBC com Joan Hickson como Miss Marple e Paul Eddington como Pastor Leonard Clement.